# Canthidium punctatostriatum
Canthidium punctatostriatum là một loài bọ cánh cứng trong họ Bọ hung (Scarabaeidae).